# ベタネコール
ベタネコール（Bethanechol）とはコリンエステル類に属するコリン作動薬の一つである。ムスカリン受容体に結合することにより副交感神経様作用を示す。ニコチン受容体には作用しない。消化管や膀胱平滑筋に対する作用は強いが、循環器系への作用は弱い。排尿促進薬として利用される。アセチルコリンとは異なり、ベタネコールはコリンエステラーゼで加水分解されないので、作用持続時間が長い。商品名ベサコリン。

## 効能・効果
- 消化管機能低下（慢性胃炎、迷走神経切断後、手術後および分娩後の腸管麻痺、麻痺性イレウス）
- 手術後、分娩後および神経因性膀胱などの低緊張性膀胱による排尿困難（尿閉）[1]

ベタネコールはドライマウスを軽減する。全身麻酔薬や膀胱の糖尿病性神経障害による尿閉、抗うつ薬の副作用、胃腸筋緊張消失の治療にも使われる。膀胱と消化管のムスカリン受容体を刺激し、排尿や消化管の運動増加を促す。ベタネコールはこれらの疾患の器質的要因が除外された場合のみ用いるべきである。
脳性麻痺の治療への応用が検討されている。ベタネコールは強力なコリン作動物質であり、血液脳関門を通過せず、神経伝達の強度と処理速度を向上させる強いスマートドラッグとしての特性を有している。
術前に腸・膀胱の動きを止めるためにアトロピンが投与され、術後はその作用を打ち消すためにベタネコールが投与される。

## 禁忌
ベタネコールが投与禁忌である患者は、以下の通りである。
- 甲状腺機能亢進症の患者
- 気管支喘息の患者
- 消化管および膀胱頸部に閉塞のある患者
- 消化性潰瘍の患者
- 妊婦または妊娠している可能性のある婦人
- 冠動脈閉塞のある患者
- 強度の徐脈のある患者
- てんかんのある患者
- パーキンソニズムのある患者

他のムスカリン作動薬同様、気管支喘息、虚血性心疾患、消化性潰瘍、腸閉塞、甲状腺機能亢進症のある患者には禁忌である。副交感神経作動作用がこれらの疾患を悪化させる。

## 副作用
コリン作動性クリーゼが発生する危険性があるので諸症状（悪心、嘔吐、腹痛、下痢、唾液分泌過多、発汗、徐脈、血圧低下、縮瞳等）に注意する必要がある。